# Vitalampa
Vitalampa är en sjö i Lindesbergs kommun i Västmanland och ingår i Norrströms huvudavrinningsområde. Sjön är 10,1 meter djup, har en yta på 0,029 kvadratkilometer och befinner sig 314 meter över havet.